# Champion Air
Champion Air – amerykańska linia lotnicza z siedzibą w Bloomington, w stanie Minnesota. Głównym węzłem jest port lotniczy Minneapolis-Saint Paul. 31 maja 2008 linia ogłosiła bankructwo.